# Breno Lopes
Breno Henrique Vasconcelos Lopes (Belo Horizonte, 24 de gener del 1996), més conegut com a Breno Lopes és un futbolista brasiler que juga de davanter al Palmeiras. El jugador és conegut com el rei del temps de descompte per marcar gols decisius per l'equip en els minuts d'afegit de la segona meitat.
Per a la final de la Copa Libertadores 2020 contra el Santos FC, Breno va marcar l'únic gol del partit en el temps de descompte de la segona part, on l'equip de São Paulo va guanyar per 1-0 i va significar el segon títol de la competició continental després de 22 anys.

## Palmarès
Athletico Paranaense
- 1 Campionat paranaense: 2020

Palmeiras
- 2 Campionats Paulistes: 2022 i 2023
- 2 Copes Libertadores: 2020 i 2021
- 1 Recopa Sudamericana: 2022
- 1 Campionat brasiler: 2022
- 1 Supercopa brasilera: 2023